# Stanisław Trapszo
Stanisław Trapszo ps. Stachowski, Stachowicz (ur. 8 maja 1862 lub 15 maja 1863 w Warszawie, zm. 12 grudnia 1896 w Krakowie) – polski aktor teatralny, dyrektor teatrów.

## Życiorys
Na scenie debiutował w 1878 w zespole swojego ojca Anastazego Trapszo w Lublinie pod nazwiskiem Stachowski. W latach 1882–1883 grał w Ciechocinku, Łowiczu, Kaliszu (w zespole ojca) oraz w Warszawie (teatr Alhambra). W 1883 roku wystąpił w dwóch spektaklach Warszawskich Teatrów Rządowych (już pod własnym nazwiskiem), nie otrzymał jednak stałego angażu. Następnie prowadził zespół teatralny w Łowiczu (1883–1884), a w latach 1884–1887 pracował w Poznaniu. W 1886 roku wraz z bratem Marcelim kierował poznańskim zespołem podczas występów w Kaliszu, Warszawie i Włocławku. Następnie, jako członek zespołu Gabrieli Zapolskiej, brał udział w jego spektaklach w Wielkopolsce i Pomorzu (1887). W kolejnych latach występował w Płocku (1887), Łęczycy, Łodzi, Warszawie i Piotrkowie Trybunalskim (1888). W 1889 roku ze zespołem Józefa Teksla wyjechał do Rosji, grając m.in. w Odessie i Kiszyniowie. Ostatnie lata życia spędził we Lwowie (1890–1896).

### Rodzina
Pochodził z aktorskiej rodziny – był synem Anastazego Trapszo i Eugenii z Ćwiklińskich. Jego rodzeństwem byli aktorzy: Marceli Trapszo, Irena Trapszo-Chodowiecka oraz Tekla Trapszo, zaś bratanicą – aktorka Mieczysława Ćwiklińska. W 1881 roku ożenił się z aktorką Antoniną Radwan, z którego to małżeństwa urodził się syn Tadeusz Trapszo (1894–1958) – pułkownik dyplomowany Wojska Polskiego oraz starosta powiatu lęborskiego.